# Windchill
PTC Windchill - программный продукт управления жизненным циклом продукта (PLM), предлагаемый PTC. Windchill в настоящее время используется более 1,1 миллиона пользователей по всему миру.

## Последние выпуски
| Version                                      | Release Date                                  |
| -------------------------------------------- | --------------------------------------------- |
| Windchill 4.0                                | Ноябрь1999                                    |
| Windchill 5.0                                | Май 2000                                      |
| Windchill 5.1                                | Ноябрь 2000                                   |
| Windchill 6.0                                |                                               |
| Windchill 6.1                                | Ноябрь 2001                                   |
| Windchill 6.2.6                              | Декабрь 2002                                  |
| Windchill 7.0                                | Январь 2004                                   |
| Windchill 8.0                                | Июнь 2005                                     |
| Windchill 9.0                                | Сентябрь 2007                                 |
| Windchill 9.1                                | Декабрь 2008                                  |
| Windchill 10.0                               | Март 2011                                     |
| Windchill 10.1                               | Март 2012                                     |
| Windchill 10.2 10.2 M010 10.2 M020 10.2 M030 | Сентябрь 2013 Декабрь 2013 Май 2014 Март 2015 |
| Windchill 11.0 11.0 M010 11.0 M020 11.0 M030 | Декабрь 2015 Июнь 2016 Ноябрь 2016 Июнь 2017  |
| Windchill 11.1 11.1 M010                     | Январь 2018 Май 2018                          |